# 사견궁

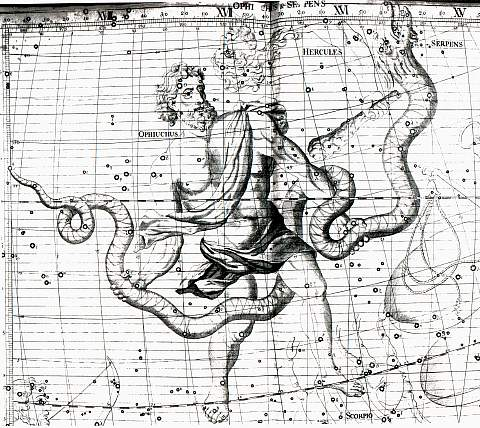
18세기 항성 지도의 삽화. 어떻게 뱀주인자리의 발이 황도와 교차하는가를 보여준다.

뱀주인자리(Ophiuchus, /ɒˈfjuːkəs/)는 때때로 회귀황도대의 열두 별자리에서 더해진 열세 번째 별자리로서 항성황도대 점성술에서 사용되는데, 1930년 IAU의 별자리의 경계에 의해 정의된 같은 이름의 뱀주인자리(그리스어: Ὀφιοῦχος "큰 뱀을 지닌 사람")가 11월 30일과 12월 17일 사이의 태양 뒤에 위치해 있기 때문이다.
이 개념은 1970년 스테판 슈미트가 (하나의 별자리로써 고래자리도 포함하는) 14 별자리 황도대를 제안한 테서 비롯된 것으로 보인다. 13 별자리 황도대는 1995년부터 월터 버그와 마크 야자키에 의해서 제안되어오고 있으며, 그 제안은 뱀주인자리가 헤비츠카이자(へびつかい座, "큰 뱀을 지닌 사람")으로 알려진 일본에서 다소 인기를 얻었다.
주류의 항성황도대 점성술과 특히 힌두 점성술 그리고 (인기 있는 태양궁 점성술을 포함한) 회귀황도대 점성술은 IAU의 성좌 보다 황도를 12 개의 균등 부분으로 분할함에 기초가 있으며, 뱀주인자리는 별자리로 여기지 않는다.
베다 점성술과 서양 점성술의 체계 둘 모두에서 하늘이 12 부분으로 균등 분할 되는 별자리의 개념과 황도와 닿아 있는 항성의 무리로써의 성좌의 개념 사이의 혼동은 무시할 수 없다. 베다 점성술은 항성을 근거로 한 항성황도대의 체계를 사용하고 있지만, 그 항성황도대 천궁도는 그것들이 접촉하고 있는 다양한 크기의 성좌를 상징하는 12 별자리로 균일하게 분할된다.

## 역사
뱀주인자리와 그것에 있는 몇 개의 항성은 고대의 몇몇 점성가들에게 추가적 황도대의 표시자(본래의 12 별자리 황도대 외의 점성학적으로 중요한 현상)로써 사용되었다. 그 별자리는 기원후 10년 경의 연대를 가지는 마닐리우스의 점성학적인 시 아스트로노미카(Astronomica)에서 표현되었다.:
뱀주인자리는 그가 그 매듭을 풀고 그 고리를 되감을 수도 있도록 그의 몸을 둘러싸고 있는 강혁한 나선형의 뒤틀린 몸이 있는 큰 뱀을 들고 있다. 그러나 그 뱀은 유연한 목을 구부려 그를 돌아보고 되돌아온다.: 그리고 그의 한 손은 풀어진 고리 위로 미끌어진다. 그러나, 그 싸움은 영원히 지속될 것이다. 왜냐하면, 그들은 동등한 힘을 지닌 같은 수준의 조건으로 그것을 수행하고 있기 때문이다.

마닐리우스는 그의 시 후반에서 뱀주인자리가 상승 국면에 있을 때, 그 별자리의 점성학적 영향력을 뱀과의 친밀성과 독으로부터의 보호를 야기하는 것으로 묘사했다. "그는 뱀들의 품종을 무독성으로 만들어 그 밑에서 태어난 것들에게 보낸다. 그것들은 미끈한 비늘의 서림으로 그것들을 잡고, 유독성의 괴물들과 입맞춤을 나누게 될 것이며, 어떠한 해도 입지 않을 것이다."
379년의 익명으로 알려져 있는 4세기 후반의 점성가는 "뱀주인자리의 밝은 항성" 라스 알하게(뱀주인자리 알파)를 독과 치료약의 연관성으로 인해서일 수도 있는, 의사나 치료자(ἰατρῶν)와 연관지었다.
1930년 IAU의 별자리 경계를 근거로 한 11월 29일과 12월 17일 사이에 "태양이 뱀주인자리 성좌에 있으므로", 실제로 13 개의 점성학적 별자리가 있다는 제안은 적어도 1970년대부터 출판되어 왔다.
1970년, 스테판 슈미트는 그의 저서 Astrology 14(14 별자리 점성술)에서 새로운 별자리로써 뱀주인자리(12월 6일부터 12월 31일까지)와 고래자리(5월 12일부터 6월 6일까지)를 소개하며, 14 별자리 황도대를 주장했다. 20세기의 항성황도대 점성술 내에서 그 개념은 월터 버그에 의해 그의 저서 The 13 Signs of the Zodiac(황도대의 13 별자리)(1995년)에서 계속 이어졌다. 버그의 황도대의 13 별자리는 1996년 일본에서 출판되었고 베스트셀러가 되었으며 일본의 팝문화에 예를 들어 파이널 판타지 게임 시리즈 그리고 만화책과 애니메이션 시리즈 페어리 테일에서 나타나 비교적으로 널리 퍼져오고 있다.
2011년 1월에, "13번째 황도대의 별자리 뱀주인자리"가 되풀이된 미네소타 플라네타륨 학회의 파크 컨클의 성명서는 대중적인 언론에서 몇몇의 표제가 되었다.

## 기호
슈미트는 1974년에 그의 뱀주인자리를 뜻하는 그의 특유한 기호를 소개했다. 그것은 뱀을 운반하는 사람의 양식화된 묘사였다.
1995년 버그도 뱀주인자리의 기호를 제안했는데, 그것은 일본에서 비교적 널리 보급되어 사용되어오고 있다. 2009년, 그것은 에모지의 확장 부분으로써 유니코드 표준에 포함될 것이 제안되었다. 그 기호(U̴)는 철자 겹쳐진 물결표가 있는 U자로 보인다. 그것은 (2010년 10월) 6.0 버전의 유니코드 기타 부호 코드페이지 (U+26CE ⛎)에 추가되어 오고 있다.
그의 2011년작 카나타스는 뱀주인자리를 뜻하는 그리스어 단어 "ΟΦΙΟΥΧΟΣ"(오피우코스)에서 그리스 철자 Φ(파이)를 뱀주인자리의 기호로 제안했다.